# Maaraba, Daraa
Maaraba (tiếng Ả Rập: معربة, cũng đánh vần Ma'rabah) hoặc Moraba (tiếng tiếng Thổ Nhĩ Kỳ: Maraba)  là một ngôi làng ở miền nam Syria, một phần hành chính của Tỉnh Daraa, nằm ở phía đông Daraa. Các địa phương gần đó bao gồm Bosra ở phía đông, Umm Walad ở phía bắc và Ghasm ở phía tây.

## Lịch sử
Năm 1596, ngôi làng xuất hiện trong sổ đăng ký thuế của Ottoman tên là Ma'raba, một phần của nahiya (Subdistrict) của Bani Nasiyya ở Hauran Sanjak. Nó có một dân số hoàn toàn Hồi giáo bao gồm 29 hộ gia đình và 18 cử nhân. Họ đã trả mức thuế cố định 40% cho các sản phẩm nông nghiệp, bao gồm lúa mì, lúa mạch, vụ mùa hè, dê và tổ ong, và một nhà máy nước; tổng cộng 13.000 akçe.
Theo Cục Thống kê Trung ương Syria, Maaraba có dân số 8,988 trong cuộc điều tra dân số năm 2004.